# Leigh Lisker
Leigh Lisker (1918–2006) - znany amerykański językoznawca, wykładowca fonetyki.
Większą część życia zawodowego spędził na Uniwersytecie Pensylwanii w USA. W roku 1949 otrzymał tytuł doktorski.